# Cybalomia leucatalis
Cybalomia leucatalis là một loài bướm đêm trong họ Crambidae.